# Episodi de La casa del guardaboschi (dodicesima stagione)
La dodicesima stagione della serie televisiva La casa del guardaboschi è in onda dal 16 settembre 2002 al 20 dicembre 2002 sul canaleZDF.
| nº | Titolo originale           | Titolo italiano | Prima TV Germania | Prima TV in italiano |
| -- | -------------------------- | --------------- | ----------------- | -------------------- |
| 1  | Willkommen kleiner Rombach |                 | 16 settembre 2002 |                      |
| 2  | Der Bussard greift an      |                 | 23 settembre 2002 |                      |
| 3  | Die Traufe                 |                 | 30 settembre 2002 |                      |
| 4  | Ärger über Ärger           |                 | 7 ottobre 2002    |                      |
| 5  | Das Schützenfest           |                 | 14 ottobre 2002   |                      |
| 6  | Wenn der Fuchs kommt...    |                 | 21 ottobre 2002   |                      |
| 7  | Jägerlatein                |                 | 28 ottobre 2002   |                      |
| 8  | Mutterliebe                |                 | 4 novembre 2002   |                      |
| 9  | Wilde Jagd                 |                 | 22 novembre 2002  |                      |
| 10 | Liebe verkehrt             |                 | 29 novembre 2002  |                      |
| 11 | Skandal                    |                 | 6 dicembre 2002   |                      |
| 12 | Selbstfindung              |                 | 13 dicembre 2002  |                      |
| 13 | Leonhardi-Ritt             |                 | 20 dicembre 2002  |                      |